# Ancien hôtel de ville de Belley
L'ancien hôtel de ville de Belley de Belley, en France, a été utilisé de 1770 à 1863.

## Présentation
Le bâtiment est situé rue Lamartine à Belley, dans le département français de l'Ain. La construction de ce bâtiment se termine en 1770. Utilisé comme hôtel de ville jusqu'en 1863, il a ensuite abrité la chambre des notaires. C'est désormais une propriété privée. L'édifice est inscrit au titre des monuments historiques en 1944.